# أسيسات أوشوالا
أسيسات لامينا أوشوالا (من مواليد 9 أكتوبر 1994) هي مهاجمة كرة قدم محترفة نيجيرية تلعب في الفريق الإسباني نادي برشلونة للسيدات في دوري الدرجة الأولى، وهي أيضاً قائدة المنتخب النيجيري. فازت أوشوالا بجائزة أفضل لاعبة كرة قدم إفريقية لأربع مرات، وبلقب أفضل لاعبة كرة قدم للسيدات من بي بي سي في عام 2015.
لعبت أوشوالا سابقًا لناديّ أرسنال وليفربول الإنجليزيين، ونادي داليان الصيني، والنوادي النيجيرية ريفرز أنجيلز وإف سي روبو، حيث فازت بكأس الاتحاد الإنجليزي للسيدات 2015 مع أرسنال، وفازت ببطولتين في الدوري ولقب كأس مع داليان، وكأس ملكة إسبانيا 2019/20 وكأس السوبر الإسباني للسيدات لنفس العام مع برشلونة. تعتبر هي أول لاعبة إفريقية (ونيجيرية) تسجل هدفًا في نهائي دوري أبطال أوروبا للسيدات وساعدت برشلونة في الوصول إلى نصف النهائي ثلاث سنوات متتالية ونهائيًا واحدًا. في 16 مايو 2021، أصبحت أوشوالا أول سيدة أفريقية تفوز بدوري أبطال أوروبا للسيدات بعد فوز برشلونة 4-0 على تشيلسي في النهائي.
كانت أوشوالا هي الهداف الأعلى في كأس العالم للسيدات تحت 20 سنة 2014 وحصلت على لقب أفضل لاعبة في البطولة، ولقب أفضل لاعبة وثاني أفضل هدافة مع فريق الصقور الخارقون الذي فاز ببطولة السيدات الإفريقية 2014.
في سبتمبر 2014، حصلت أوشوالا على وسام النيجر من قبل رئيس نيجيريا جودلاك جوناثان. في عام 2021، وتم تسميتها في قائمة "Forbes 30 Under 30".

## مسيرة النوادي

### ليفربول، 2015
في 23 يناير 2015، إنضمت أوشوالا إلى ليفربول في الدوري الإنجليزي الممتاز للسيدات، ووصفها مدير النادي مات بيرد بأنها «من أفضل اللاعبات الشابات في العالم». على الرغم أن الشائعات قد ربطتها بأندية أخرى، إلا أنها كانت سعيدة جدًا بالانضمام إلى ليفربول. كانت أول لاعبة من دولة إفريقية تتنافس في دوري السيدات الأول في إنجلترا.
على الرغم من غيابها لشهرين من موسم 2015 بسبب إصابة في الركبة،  سجلت أوشوالا ثلاثة أهداف في تسع مباريات لعبت فيها حامل اللقب ليفربول الذي أنهى الموسم في المركز السابع. كان هدفها الأول في ذلك الموسم هو في المباراة الافتتاحية بالفوز 2-1 على برمنغهام سيتي في 1 أبريل. خلال فوز النادي 2-1 على مانشستر سيتي، سجلت هدف إفتتاح المباراة في الدقيقة العاشرة، وسجلت الهدف الثالث للنادي بفوزه 3-1 على أرسنال في 12 يوليو. 
في يناير 2016، صرّح نادي ليفربول أن عرض انتقال من أرسنال قد فعّل بند التسريح في عقد أوشوالا وأنها كانت تناقش الشروط الشخصية مع النادي اللندني. 

### أرسنال، 2016
في مارس 2016، وقعت أوشوالا مع أرسنال، وقال بيدرو لوزا مدير أرسنال عن توقيعها «أسيسات موهبة رائعة وستكون إضافة رائعة لفريقنا. إنها سريعة وذات أقدام ممتازة وأثبتت قدرتها على تسجيل الأهداف، لذا من الإيجابي للغاية أنها قررت الانضمام إلينا».
ساعدت أوشوالا أرسنال في الفوز بنهائي كأس الاتحاد الإنجليزي للسيدات 2016 في 14 مايو. حقق ذلك الفوز اللقب الرابع عشر للنادي. قدمت أوشوالا 13 مباراة للنادي خلال موسم 2016 وأحرزت هدفين،  وسجلت هدف الفوز في المباراة 2-0 على مقاطعة نوتس في 28 أغسطس. أنهى أرسنال الدوري في المركز الثالث بسجل 16 فوز و4 تعادلات و2 خسارة.

### داليان، 2017/19
في 10 فبراير 2017، وقعت أوشوالا مع نادي ديلان الصيني (大连 女子 足球 俱乐部). خلال موسم 2017، سجلت 12 هدفًا لمساعدة داليان كوانجيان في الفوز ببطولة الدوري، وحصلت على جائزة الحذاء الذهبي في الدوري لكونها سجلت أكثر عدد من الأهداف. في العام نفسه، سجلت أربعة أهداف خلال كأس السوبر 2017 للسيدات وساعدت النادي على هزيمة شنغهاي 5-3 للفوز بالبطولة. في أكتوبر 2018، ساعدت النادي في الفوز ببطولة الدوري للعام الثاني على التوالي.

### برشلونة، 2019–
في 31 يناير 2019، وقع نادي برشلونة للسيدات الإسباني عقدًا مع أوشوالا على سبيل الإعارة حتى نهاية الموسم. في 31 مايو 2019، أعلنت برشلونة انتقالها الكامل للنادي وتمديدها حتى عام 2022. سجلت سبعة أهداف في سبع مباريات مع النادي خلال موسم 2018-2019.  أنهى برشلونة الدوري في المركز الثاني بتسجيل 25–2–3 

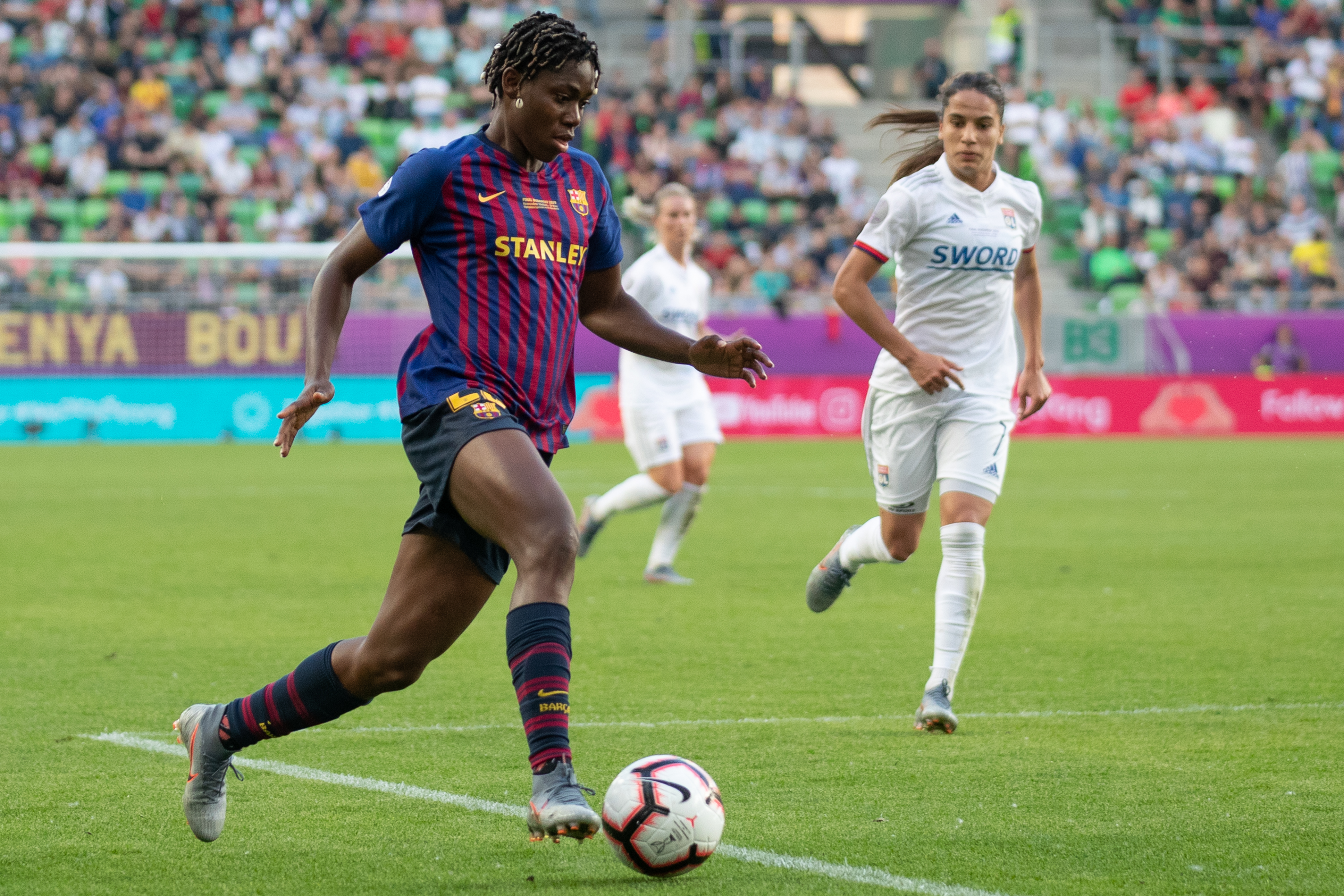
أوشوالا يراوغ الكرة خلال نهائي دوري أبطال أوروبا للسيدات 2019

سجلت أوشوالا الهدف الوحيد لبرشلونة في الخسارة 4-1 أمام ليون في نهائي دوري أبطال أوروبا للسيدات 2019. كانت أول إفريقية (ونيجيرية) تسجل في نهائي دوري أبطال أوروبا.
خلال موسم 2019/20، سجلت أوشوالا 20 هدفًا في 19 مباراة مع برشلونة.  سجلت أهدافها الأولى في الموسم بهدفين ضد أتلتيكو مدريد في 19 سبتمبر 2019. في أكتوبر، سجلت هدفين آخرين ضد مدريد مما ساعد برشلونة للفوز 4-0. في 11 يناير 2020، سجلت أوشوالا أربعة أهداف في الفوز 6-0 على نادي تاكون. أنهى برشلونة في المركز الأول خلال الموسم المذكور 19–0–2 برقم قياسي قياسي حيث لم يهزم طيلة الموسم. احتلت أهداف أوشوالا الـ 20 المرتبة الثانية في الدوري بعد زميلتها جيني هيرموسو برصيد 23 
سجلت أوشوالا هدف افتتاح المباراة في الدقيقة الرابعة من نصف نهائي كأس الملكة 2019-20 ضد إشبيلية. قدمت تمريرات حاسمة في هدفين لمساعدة برشلونة للفوز 6-0. فاز برشلونة على لوجرونيو 3-0 لينتزع البطولة.
في 21 أغسطس 2020، قدمت أوشوالا التمريرة الحاسمة في هدف خيرة حمراوي الذي أحرز الفوز في المباراة في ربع نهائي دوري أبطال أوروبا للسيدات 2019-2020 ضد أتلتيكو مدريد، مما صعد برشلونة إلى نصف النهائي.
في 24 مارس 2021، سجلت أوشوالا هدف في فوز الفريق 3-0 على مانشستر سيتي خلال مباراة الذهاب من ربع نهائي دوري أبطال أوروبا للسيدات 2020-21. في 16 مايو 2021, أصبحت أوشوالا أول سيدة أفريقية تفوز بدوري أبطال أوروبا، بعد أن دخلت في الدقيقة 71 في النهائي عندما فاز نادي برشلونة على تشيلسي 4-0.

## المسيرة الدولية
وجدت أوشوالا التفوق كمهاجمة لفرق الشباب في نيجيريا إلا أن معظم ظهورها المبكر لمنتخب بلادها الأول كمهاجمة لاعب خط الوسط. أطلق عليها اسم «سيدورف» نسبة إلى لاعب كرة القدم كلارنس سيدورف، كما أطلق عليها زملاؤها لقب «سوبرزي».  مدرب نادي أوشوالا إدوين أوكون كان يشغل منصب المدرب المؤقت للمنتخب الوطني عندما قدم لها ظهورها الأول مع المنتخب الأول في ودية الهزيمة أمام بطل العالم اليابان في سبتمبر 2013.
تم اختيار أوشوالا كأفضل لاعبة في كأس العالم للسيدات تحت 20 سنة 2014، وكانت هدافة البطولة بسبعة أهداف. كما حصلت على لقب أفضل لاعبة وثاني أفضل هدافة مع فريق سوبر فالكونز، الذي فاز ببطولة بطولة أفريقيا للسيدات 2014.  كما فازت بجائزة بي بي سي لأفضل لاعبة كرة القدم النسائية لعام 2015. في سبتمبر 2014، حصلت أوشوالا على وسام النيجر من قبل رئيس نيجيريا جودلاك جوناثان.
في 8 يونيو 2015، سجلت أوشوالا هدفها الأول في كأس العالم للسيدات 2015 عندما سجلت الهدف الثاني للفريق في تعادل 3-3 مع السويد في وينيبيغ. بعد هزيمة الفريق 2-0 من أستراليا  و1-0 من قبل الولايات المتحدة، لم يتأهلوا إلى مراحل خروج المغلوب.

كانت أوشوالا أيضًا عضوًا في فريق سوبر فالكونز الذي فاز ببطولة إفريقيا للسيدات في عامي 2016 و 2018. سجلت ثلاثة أهداف في نسخة 2018 في غانا.
تولت أوشوالا قيادة فريق سوبر فالكونز في كأس العالم للسيدات 2019 في فرنسا. خلال المباراة الثانية للفريق في مرحلة المجموعات ضد كوريا الجنوبية، سجلت في الدقيقة 75 لترفع نيجيريا للفوز 2-0. تم اختيار أوشوالا أفضل لاعبة في المباراة. تم ترشيح هدفها لهدف البطولة من قبل الفيفا. احتلت نيجيريا المركز الثالث في المجموعة الأولى وتقدمت إلى الأدوار الإقصائية حيث واجهت ألمانيا البطل مرتين وهُزمت 3-0 في مباراة مثيرة للجدل تأثرت بشدة بحكم الفيديو المساعد (VAR).

## الأهداف الدولية
| المسابقة                         | الأهداف | النسخ                                 |
| -------------------------------- | ------- | ------------------------------------- |
| كأس العالم للسيدات تحت 20 سنة    | 7       | (7 في 2014)                           |
| مجموع ت-20                       | 7       |                                       |
| كأس العالم للسيدات               | 2       | (1 في 2015)، (1 في 2019)              |
| كأس الأمم الأفريقية للسيدات      | 13      | (4 في 2014)، (6 في 2016)، (3 في 2018) |
| تصفيات كأس أمم إفريقيا للسيدات   | 6       | (4 في 2014)، (2 في 2018)              |
| تصفيات أفريقيا الأولمبية للسيدات | 2       | (2 في 2020)                           |
| كأس قبرص للسيدات                 | 2       | (2 في 2019)                           |
| كأس تركيا للسيدات                | 4       | (4 في 2021)                           |
| مجموع                            | 29      |                                       |

## الإنجازات

### دولي
نيجيريا
- بطولة أفريقيا للسيدات (3): 2014 ، 2016 ، 2018 [13]
- الوصيفة في كأس العالم للسيدات تحت 20 سنة : 2014

### النوادي
ريفر أنجلز
- بطولة السيدات النيجيرية: الفائز، 2014 [53]
- كأس نيجيريا للسيدات: الفائز، 2013، 2014

ارسنال
- كأس الاتحاد الإنجليزي للسيدات: الفائز، 2015-16 [13]

داليان كوانجيان
- الدوري الصيني الممتاز للسيدات (1): 2017 [25]

نادي برشلونة
- دوري الدرجة الأولى: الفائز، 2019-20 [13]
- دوري أبطال أوروبا للسيدات: الفائز، 2020-21[54]
- كأس السوبر الإسباني للسيدات: الفائز، 2020
- Copa de la Reina : الفائز، 2020

### فردي
- جائزة Aiteo لأفضل لاعب أفريقي 2017 (فئة الإناث)
- بي بي سي لاعبة كرة القدم للسيدات للعام: 2015 [55]
- جائزة ملكة الملعب: 2014 [56]
- أفضل لاعبة كرة قدم أفريقية للعام: 2014،[57] 2016،[58] 2017،[59] 2019، 2022، 2023
- لاعبة العام الإفريقية الشابة: 2014،
- بطولة الكرة الذهبية لبطولة إفريقيا للسيدات : 2014 [60]
- الحذاء الذهبي لبطولة أفريقيا للسيدات : 2016
- الحذاء الذهبي لكأس العالم للسيدات تحت 20 سنة : 2014
- الكرة الذهبية لكأس العالم للسيدات تحت 20 سنة : 2014 [61]
- هدّافة الدوري الصيني الممتاز للسيدات: 2017 [25]
- IFFHS أفضل لاعبة أفريقية في العقد 2011-2020 [62]
- IFFHS فريق أفريقيا للسيدات للعقد 2011-2020.[63]

## أعمال أخرى
أطلقت أوشوالا مؤسسة «أسيسات أوشوالا» في عام 2019 التي تركز على تمكين لاعبات كرة القدم في إفريقيا.  تستضيف المؤسسة بطولة مؤسسة أسيسات أوشوالا «كرة القدم للبنات» السنوية في لاغوس. هي سفيرة نايكي. في عام 2021، تم تسميتها في Forbes 30 Under 30 . 

## الحياة الشخصية
ذكرت أوشوالا أن والديها لم يكونا داعمين لها عندما تركت المدرسة لمتابعة مسيرتها الكروية. هي مسلمة، وعادة ما تقوم بالسجود على أرضية الملعب بعد تسجيلها هدف.

## روابط خارجية
- أسيسات أوشوالا على موقع الاتحاد الدولي (مؤرشف)  (الإنجليزية)
- أسيسات أوشوالا على موقع الاتحاد الأوربي (الإنجليزية)
- أسيسات أوشوالا على موقع إي إس بي إن إف سي (الإنجليزية)
- أسيسات أوشوالا على موقع قاعدة بيانات كرة القدم.إي يو (الإنجليزية)
- أسيسات أوشوالا على موقع Soccerway.com (الإنجليزية)
- أسيسات أوشوالا على موقع عالم كرة القدم.نت (الإنجليزية)